# Baba Yaga - Incubo nella foresta oscura
Baba Yaga - Incubo nella foresta oscura (in russo Яга. Кошмар тёмного леса?) è un film del 2020 diretto da Svjatoslav Podgaevskij e Nathalia Hencker.

## Trama
Una famiglia si trasferisce in un nuovo appartamento presso la periferia della città. Assumono una tata che porterà scompiglio che manderà in trance i genitori e rapirà la figlia più piccola.

## Distribuzione
Il film è stato distribuito in Russia a partire dal 27 febbraio 2020.